# Wintergemüse

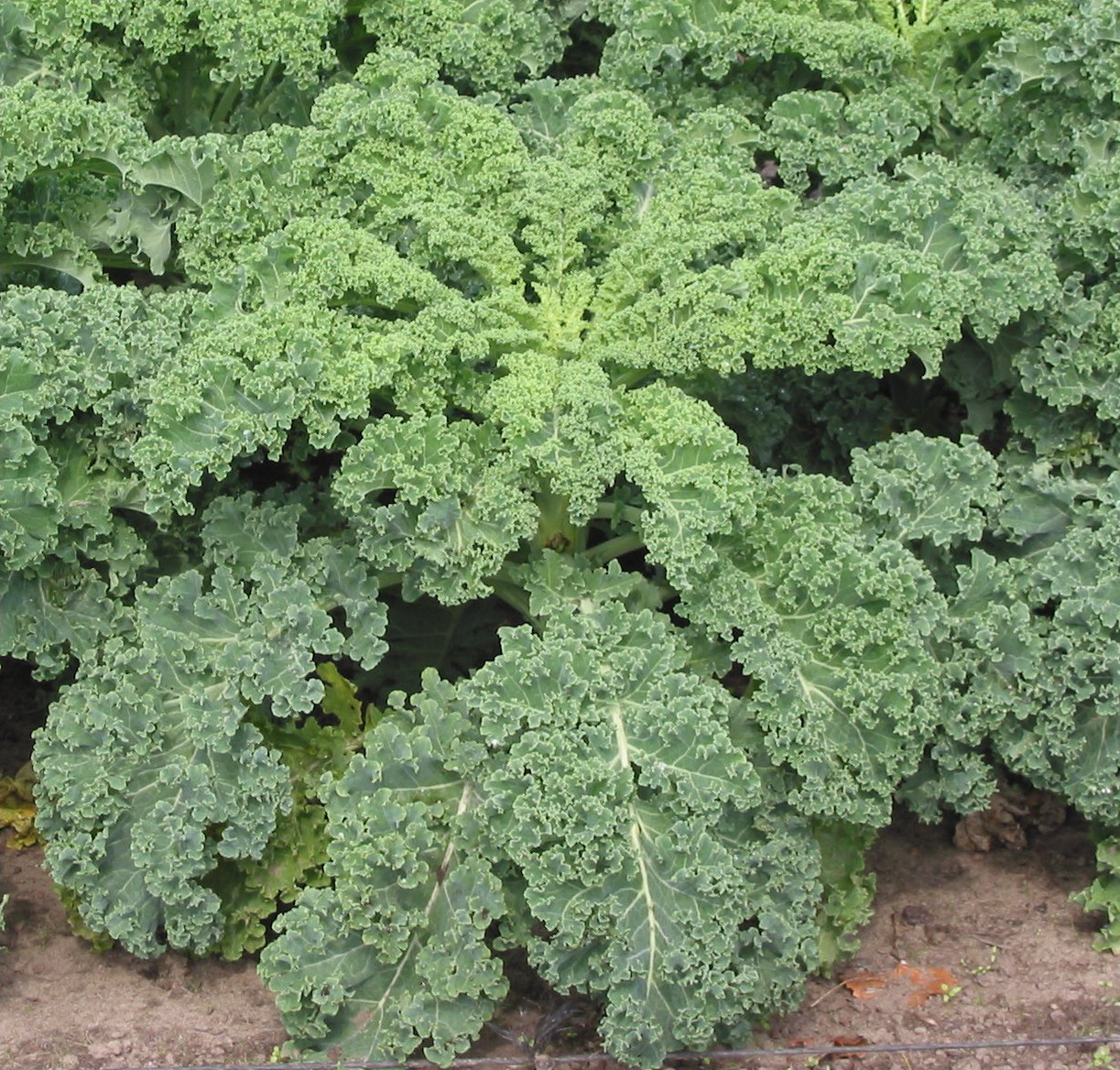
Grünkohl

Als Wintergemüse bezeichnet man Gemüsesorten, die vorwiegend im Winter geerntet werden und die zum Teil durch ihre Lagerfähigkeit den ganzen Winter über verzehrt werden können.
Zu den Wintergemüsen gehören viele Sorten aus der Gattung der Kreuzblütler, vor allem die Kohlsorten wie z. B. Weißkohl, Rotkohl, Blumenkohl, Rosenkohl, Grünkohl oder Kohlrabi, sowie der als Salat gegessene Braune Senf (besonders die Sorte Grün-im-Schnee) und die Kohl- oder Steckrübe. Außerdem die Wurzelpetersilie und Pastinake, Möhren, Schwarzwurzeln, Lauch, Rote Bete, diverse Winterkürbissorten, Chicorée, Postelein, Topinambur und Yacon.
Diese Gemüsesorten haben als ausschließlich saisonale Lebensmittel stark an Bedeutung verloren. Bedingt durch die Intensivierung der Landwirtschaft, die technologisierte Lagerhaltung und den globalen Handel ist heute eine Vielzahl unterschiedlichster Gemüsesorten ganzjährig verfügbar.
Eine Überdüngung oder zu späte Stickstoffdüngung vermindert die Winterhärte des Gemüses.

## Bedingt winterfestes Gemüse
Folgende Gemüsesorten vertragen im Allgemeinen Temperaturen bis −5 °C: Chinakohl, Endivien, Knollensellerie, bunter Mangold, Palmkohl, Radicchio, Weiß- und Rotkohl, Winterrettich und Zuckerhut. Möhren vertragen ebenso wie Knollensellerie und Winterrettich teilweise nur bis −2 °C und werden in der Regel bis November oder Dezember geerntet.
Spinat und einige Winter-Salate vertragen auch kältere Temperaturen, wenn sie durch Reisig, Schnee oder eine andere Überdeckung vor 'Kahlfrost' geschützt sind.

## Winterfestes Gemüse
Folgende Gemüsesorten können auf durchlässigem Boden (ohne Staunässe) den ganzen Winter über im Beet gelassen werden: Grünkohl, Rosenkohl, Winterwirsing, Feldsalat, Barbarakraut, Winterportulak, Zwiebelgewächse wie Winterheckzwiebel und Winterlauch, Wurzelgemüse wie Schwarzwurzel, Pastinake, Petersilienwurzel und Topinambur.
Bei grünem Mangold hängt es von der Sorte ab. Es wird meist nur zur Gewinnung von Samen über den Winter stehen gelassen.